# Костёл Святых Иоаннов

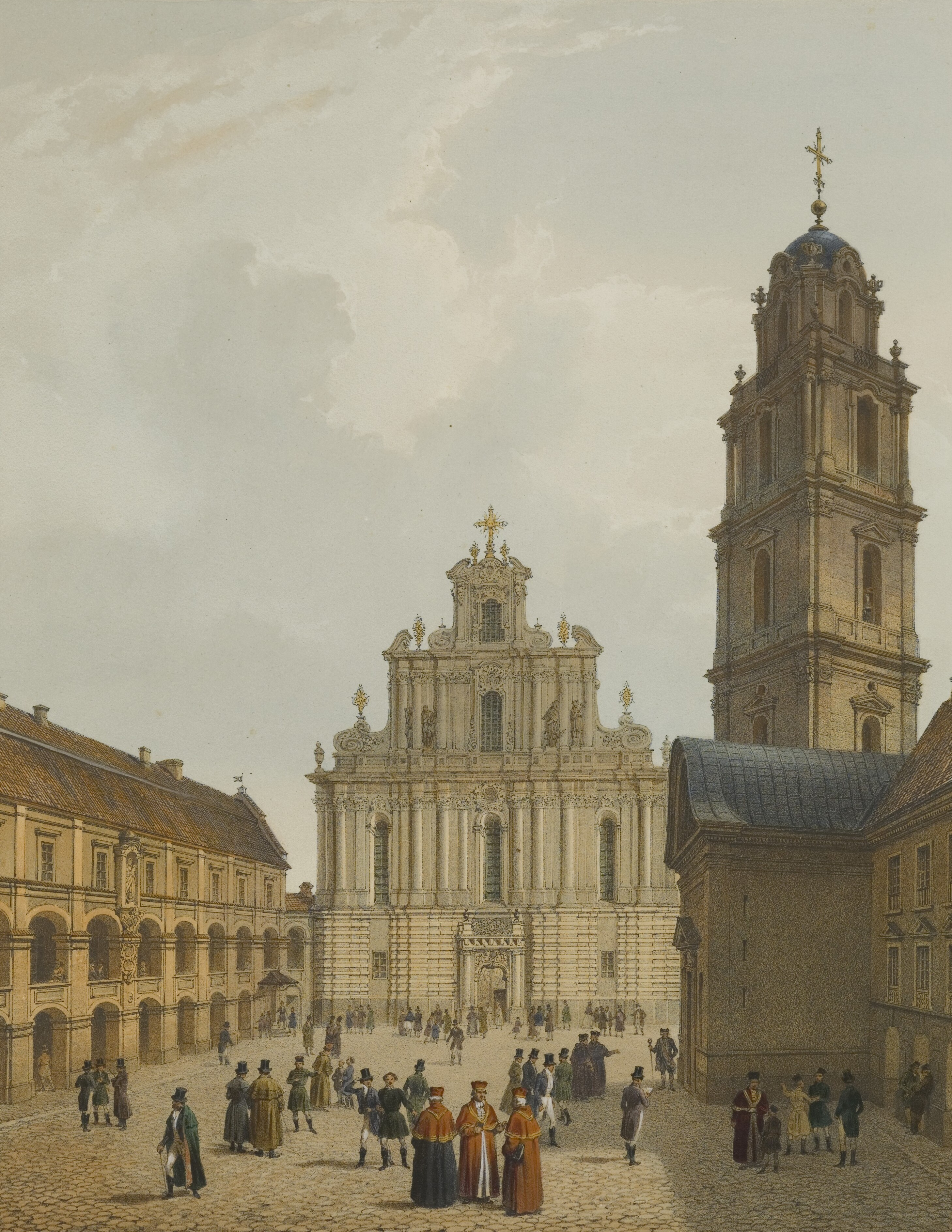
Костёл и колокольня на литографии XIX века

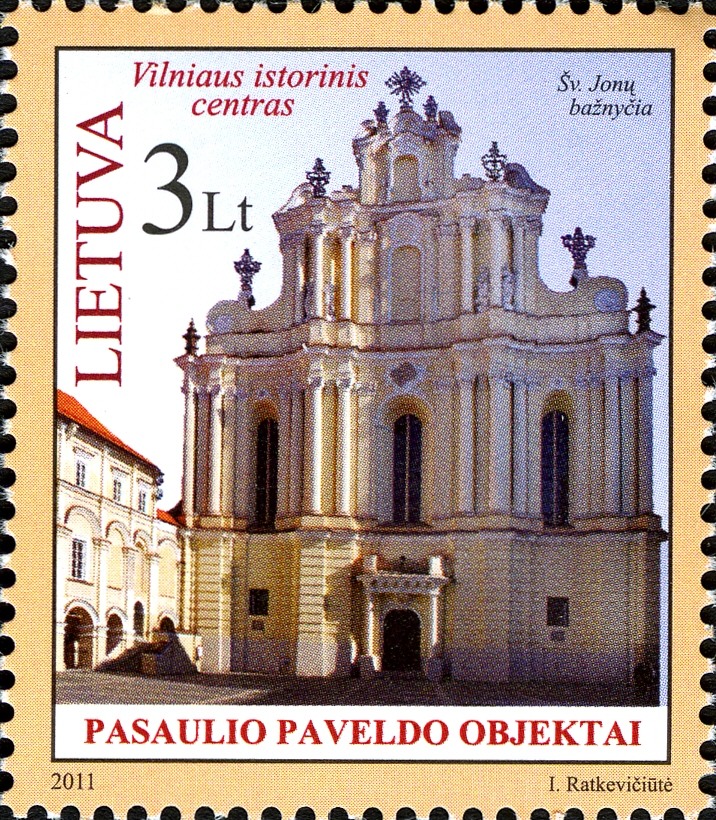
Почтовая марка Литвы (2011)

Костёл Святы́х Иоа́ннов — костёл Святого Иоанна Крестителя и Святого Иоанна Евангелиста в Вильнюсе, памятник архитектуры виленского барокко, входящий в ансамбль Вильнюсского университета. Выстроен в 1738—1749 годах по проекту И. К. Глаубица на средства Т. Ф. Огинского.
Располагается на скрещении улиц Пилес (Замковая, в советское время — улица Горького) и Швянто Йоно (Святого Иоанна, в советское время — Сруоги), главным фасадом выходит на университетский Большой двор (прежнее название — двор Скарги). Официальный адрес: улица Швянто Йоно, 12 (Šv. Jono g. 12).
Костёл и колокольня (входящие в комплекс зданий Вильнюсского университета) включены в Реестр культурных ценностей Литовской Республики (код храма 26848, колокольни — 26849), охраняются государством как объекты национального значения.

## История

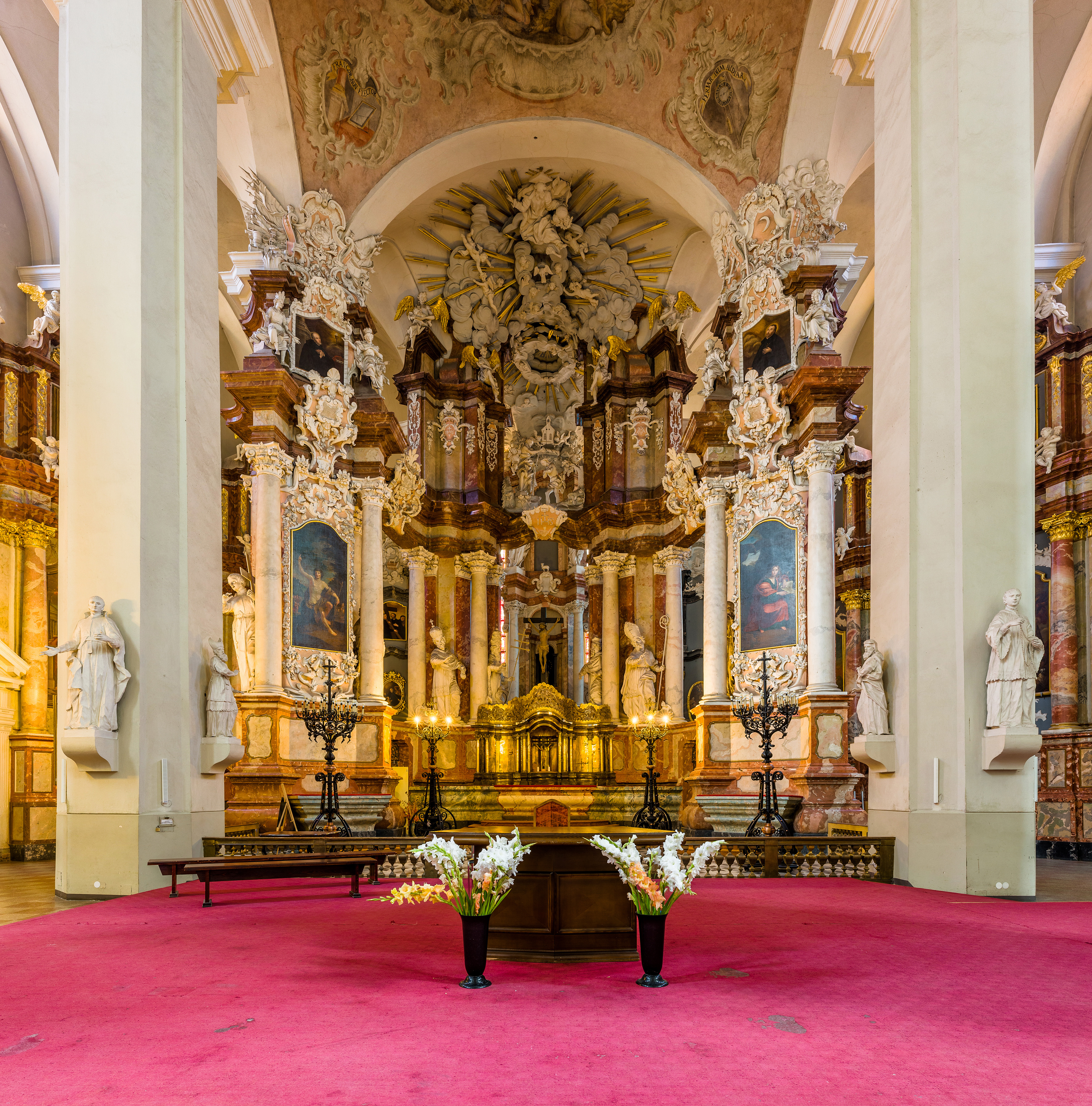
Главный алтарь

Строительство костёла было начато в 1387 году по распоряжению Ягайлы сразу же после крещения Литвы (по другой версии, ещё до крещения в 1386 году). Предположительно деревянный костёл был возведён на старой рыночной площади в центре тогдашнего города, по-видимому, на месте прежнего языческого святилища. Предполагается, что вскоре был выстроен каменный собор, освящённый в 1427 году. Готический храм в три нефа неоднократно ремонтировался и перестраивался. В нынешнем храме сохранились отдельные элементы готики.

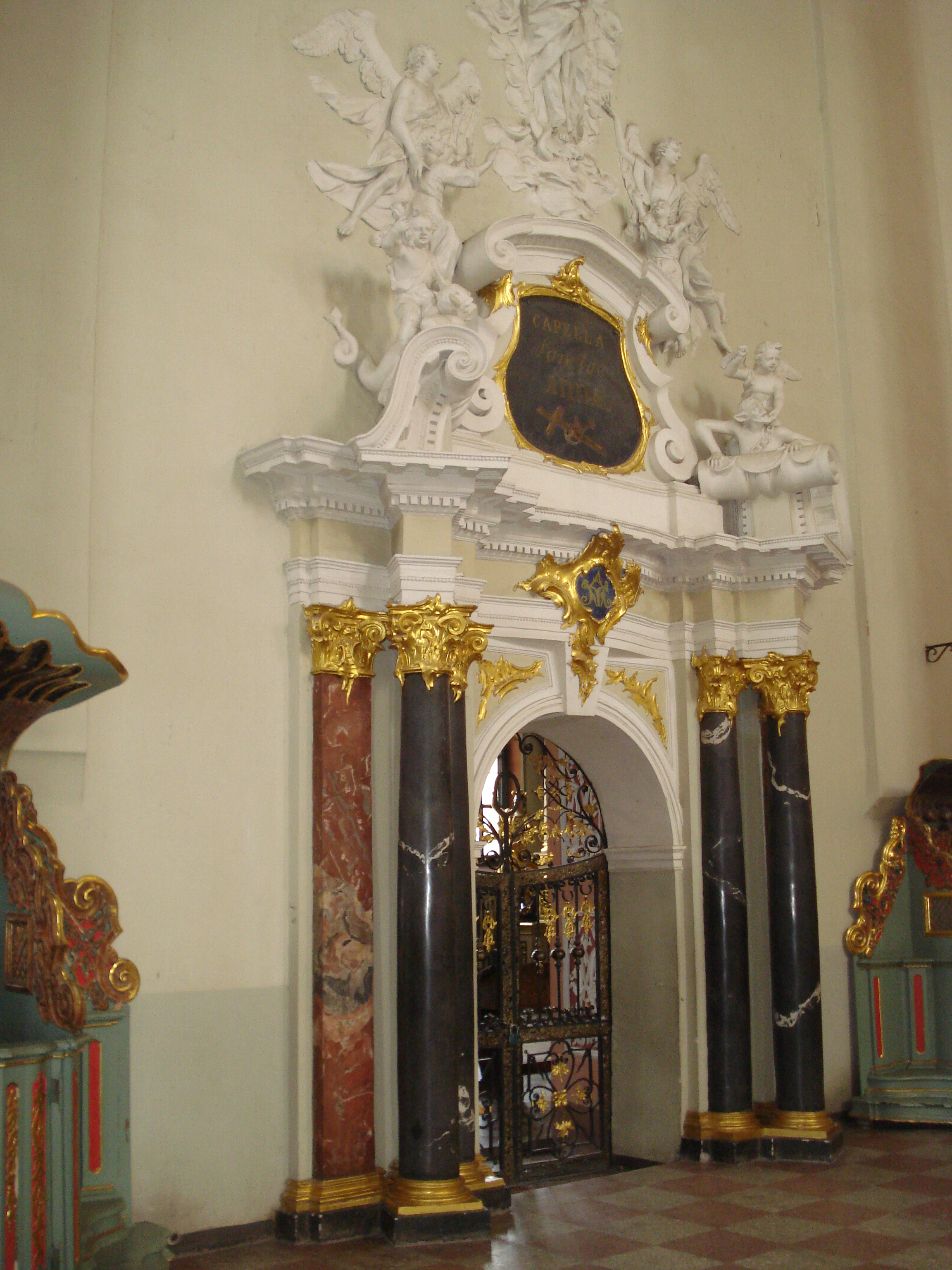
Капелла Святой Анны

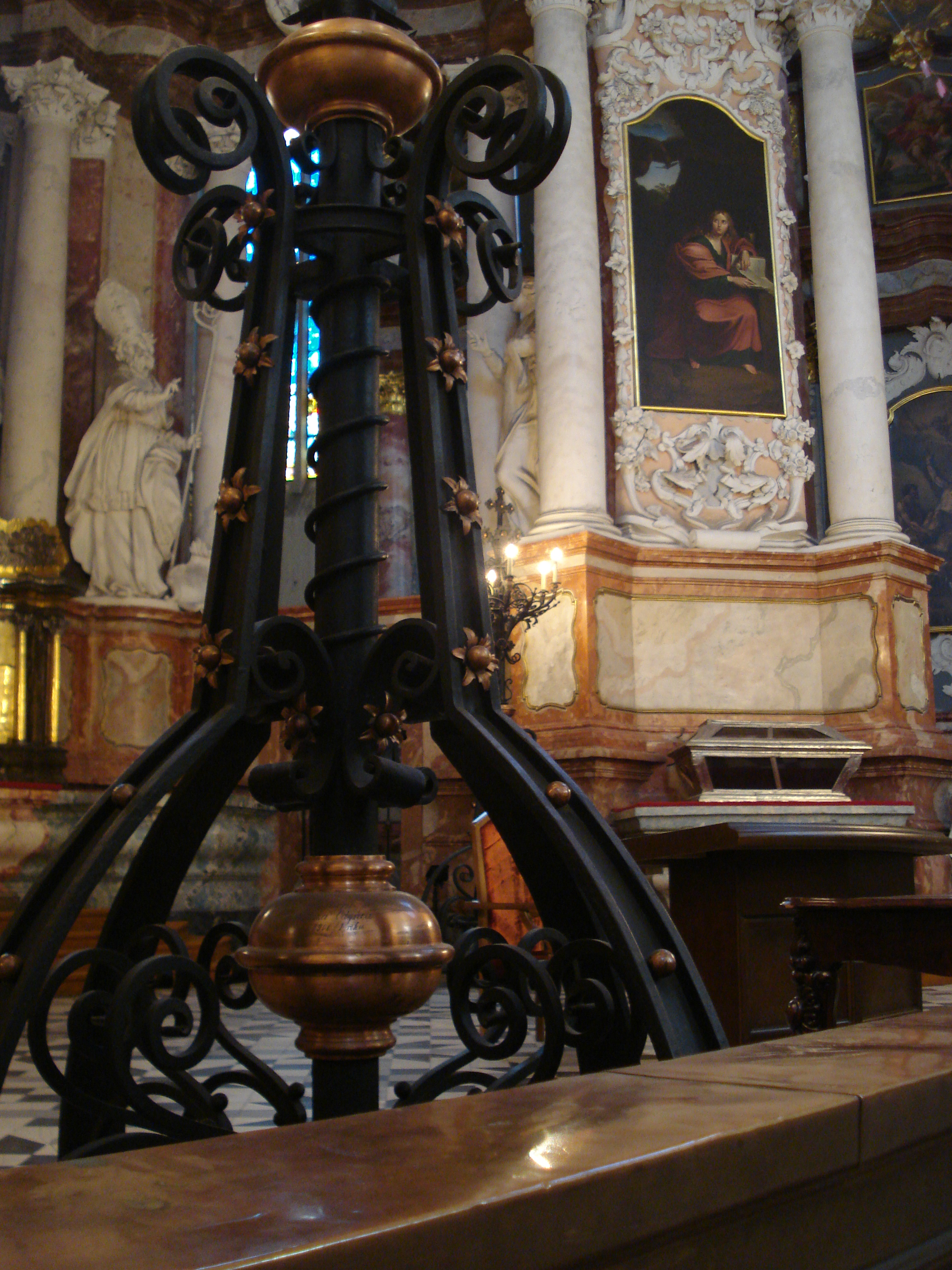
Фрагмент алтаря и статуя Григория Великого

В 1530—1534 годах костёл ремонтировался после пожара. В XVI веке он пришёл в упадок. Иезуиты получили его в подарок от короля Сигизмунда Августа в 1571 году и провели его капитальную реконструкцию и расширение. Во время перестройки здание было продлено почти на треть своей прежней длины на восток, до улицы Пилес и приобрело ренессансные черты. Длина костёла составляла 68 м, ширина — 27 м, он мог вместить 2320 верующих.
В конце XVI—XVII веках рядом с костёлом была возведена колокольня. Она неоднократно ремонтировалась после пожаров и других повреждений.
В XVI—XVII веках в храме были устроены капеллы, крипты и подсобные помещения. В костёле происходили торжественные приёмы королей Стефана Батория, Сигизмунда III, Владислава IV, Яна Казимира, проводились праздники иезуитской академии, а также диспуты и защиты научных трудов. С особой торжественностью в 1636 году прошла церемония докторизации поэта и придворного проповедника Сарбевия в присутствии короля Владислава Вазы и его двора. Во время войны с Русским царством в 1655 году сгорела крыша костёла, своды обрушились; казаки разграбили храм и устроили в нём конюшню. В 1728 году состоялась торжественная церемония «введения во храм» святых — канонизированных в 1726 году иезуитов Станислава Костки и Алоизия Гонзаги.
Наибольшим изменениям здание подверглось при восстановлении после пожара 1737 года. По проекту Иоганна Кристофа Глаубица были выведены новые своды, установлены органные хоры, сооружён большой алтарь, декорирован главный фасад, фронтон пресвитерия. Благодаря этой реконструкции костёл стал выдающимся произведением архитектуры и искусства барокко.
После упразднения ордена иезуитов (1773) храм был передан Главной виленской школе (впоследствии Виленский университет). В 1826—1829 годах по распоряжению властей императорского Виленского университета была проведена основательная переделка интерьера. В тот же период у входа на южном фасаде по проекту архитектора Кароля Подчашинского в 1827 году был сооружён портик в стиле классицизм с четырьмя колоннами коринфского ордера. После того, как университет в 1832 году был закрыт, костёл перешёл в ведение Медико-хирургической академии и назывался Академическим костёлом Святого Иоанна. С упразднением виленской Медико-хирургической академии (1842) костёл лишился официального казённого владельца и стал самостоятельным приходским храмом.
После Второй мировой войны в национализированном костёле некоторое время был склад бумаги коммунистической газеты «Теса» („Tiesa“). Затем с середины 1960-х годов он реставрировался и после реставрации был передан Вильнюсскому государственному университету. В храме был устроен Музей науки (Музей научной мысли) и оборудована соответствующая экспозиция.
После смены государственного строя костёл в порядке реституции был возвращён католической церкви и 11 июля 1991 года заново освящён. В настоящее время действует как неприходской костёл Вильнюсского деканата, управляемый отцами иезуитами. Службы проходят на литовском языке, по воскресеньям — на латыни.
Изредка устраиваются концерты и регулярно происходят торжественные церемонии имматрикуляции студентов, вручения дипломов бакалавров и магистров, окончания учебного года, другие университетские торжества. 5 сентября 1993 года в костёле состоялась встреча интеллигенции с папой римским Иоанном Павлом II.
В костёле проходят прощания с покойными, имевшими выдающиеся заслуги в области науки и искусства, например, с журналистом, писателем, историком литературы Йонасом Булотой в июне 2004 года, писательницей Бируте Пукялявичюте 23 сентября — 24 сентября 2007 года, певцом, актёром и телеведущим Витаутасом Кярнагисом 16 марта 2008 года, актёром театра и кино Донатасом Банионисом 8 сентября 2014 годаLiudmila Davydova. Прощание с Донатасом Банионисом состоится в Вильнюсе и Панявежисе. Экспресс-неделя. UAB "Savaitės ekspresas" (5 сентября 2014). Дата обращения: 6 февраля 2023. .

## Фасад

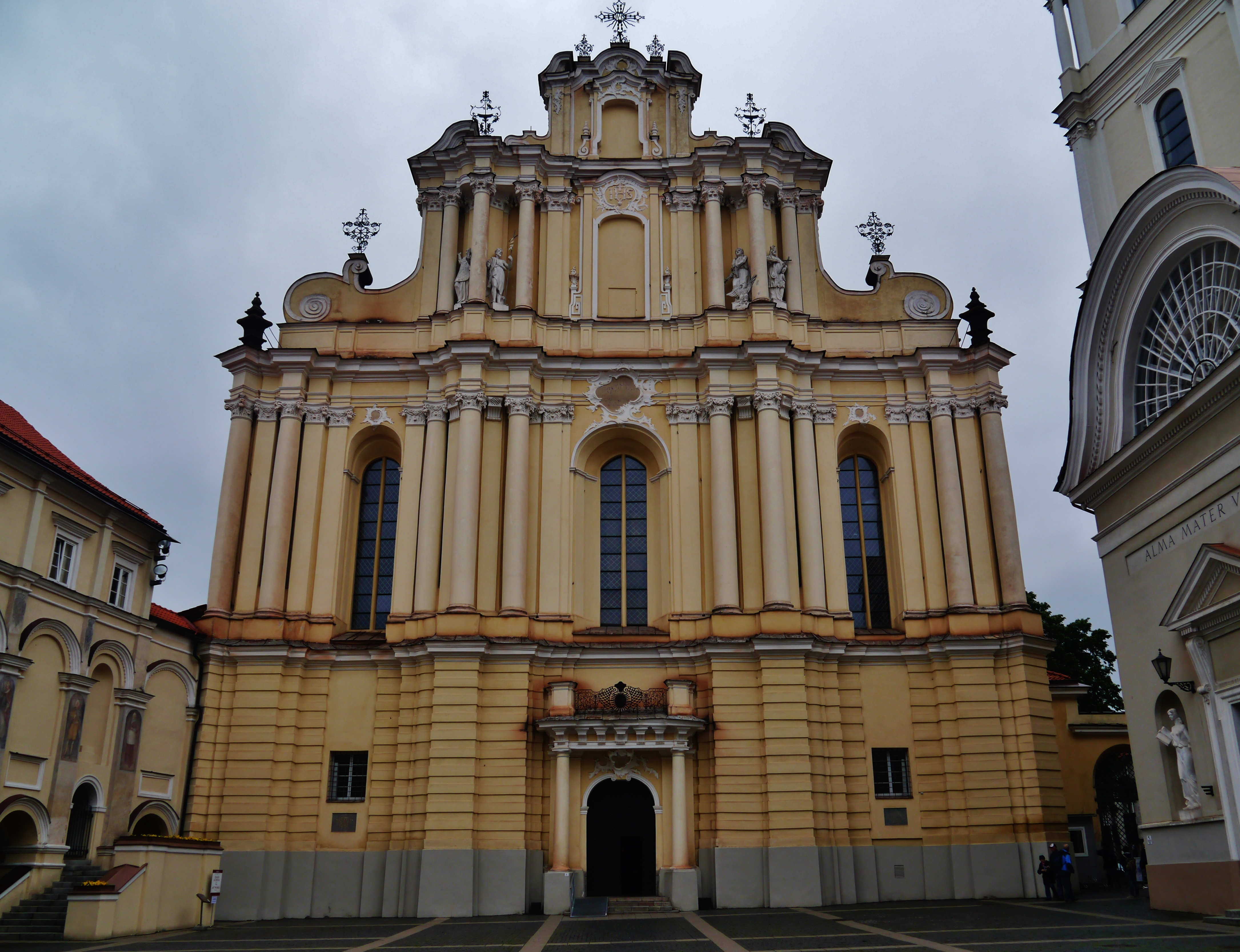
Главный фасад

Главный западный фасад обращён к университетскому Большому двору (прежнее название — двор Скарги). Его относят к наиболее оригинальным произведениям архитектуры позднего барокко. Архитектор Глаубиц, не нарушая общего готического характера, облёк фасад в барочную оболочку. Барочные черты приданы прежним дверным и оконным проёмам. Основу композиции главного фасада составляет гармоничный ритм горизонтальных и вертикальных элементов при усложнении форм снизу вверх.
Главный фасад членится на четыре части широкими волнистыми линиями сложного профиля. Портал центрального входа украшают две небольшие колонны, поддерживающие декоративный балкон. Нижний сравнительно скромный ярус скупо украшен рустом; на нём выделяется пышный портал и установленные позднее таблицы в память второго ректора иезуитской коллегии Якуба Вуека и первого ректора виленской иезуитской академии и университета Петра Скарги.

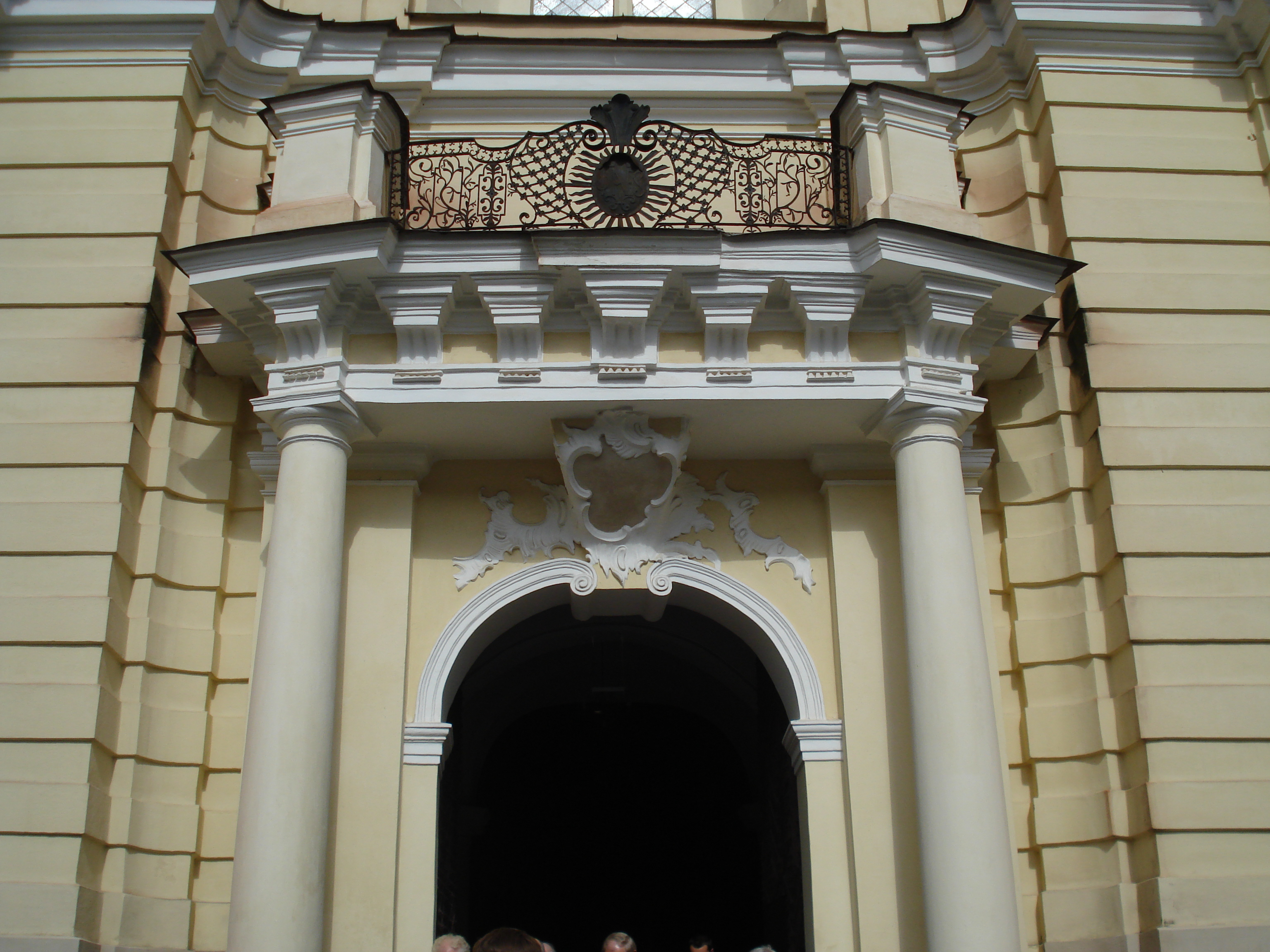
Центральный портал

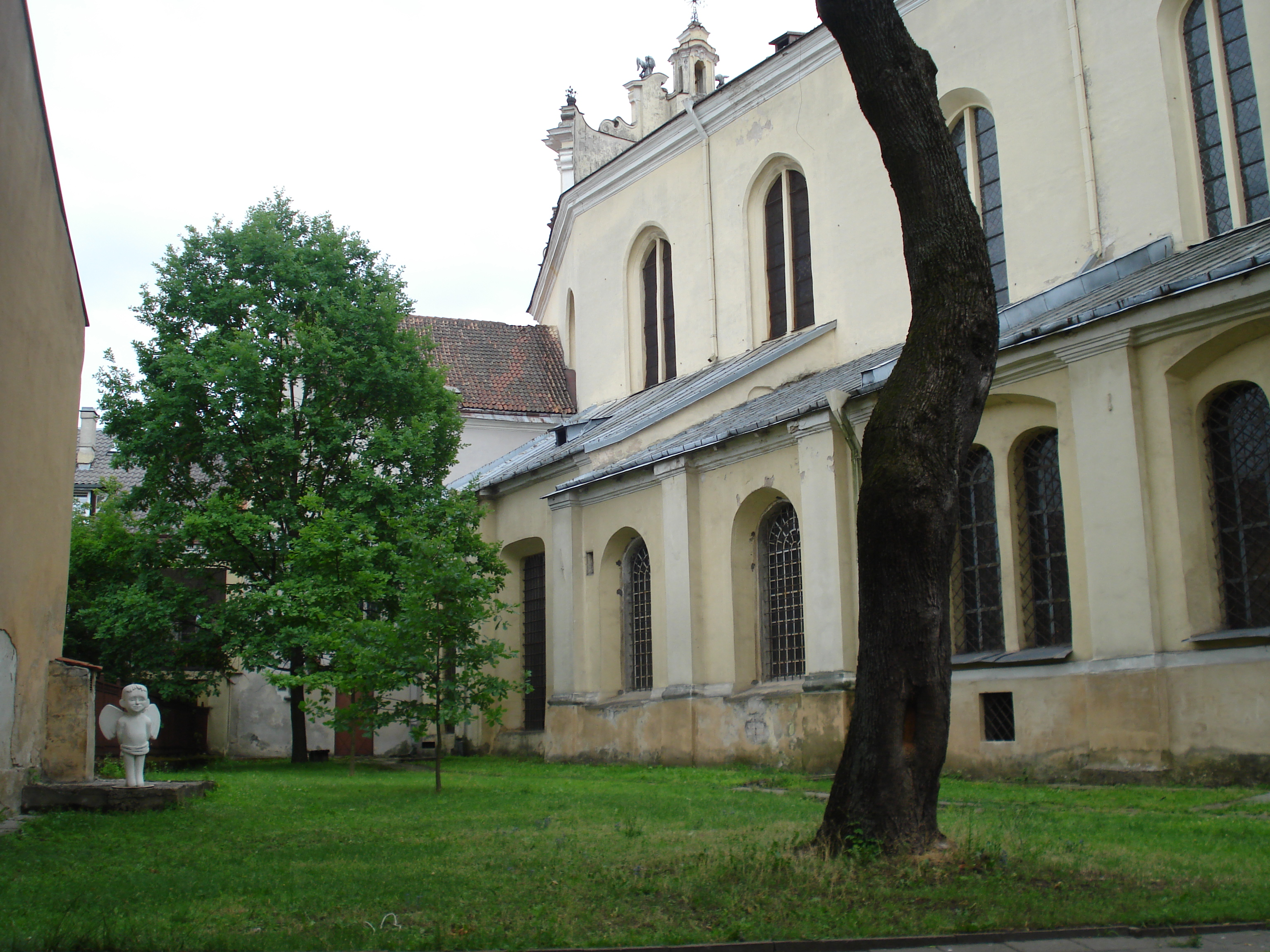
Северный фасад

Отделка второго яруса фасада пышнее. В глубокие ниши помещены три высоких узких окна. Четыре группы пилястр и декоративных колонн в простенках продолжают ризалиты нижнего яруса. Две из них продолжаются в третьем, более узком и низком ярусе, соединённым крупными волютами, что придаёт фасаду стройность и устремлённость ввысь. Между колоннами третьего яруса установлены скульптурные фигуры Иоанна Крестителя, евангелиста Иоанна, святого Игнатия и святого Ксаверия скульптора Яна Геделя. В центре третьего яруса расположена ниша, по боком — характерные улиткообразные волюты. В верхней части фасада также помещена ниша. Украшают верхний ярус барельефы, скульптурные детали, ажурный крест и ажурные вазы из кованого металла. Два верхних яруса образуют динамический контур пластичных форм.
Аналогичным образом решён относящийся к тому же периоду барочный фронтон (фацита) восточного фасада костёла, который наилучшим образом обозревается со скрещения улиц Пилес и Шв. Йоно (в советское время Горького и Сруогос). Как и главный фасад, он украшен обильными колоннами, пилястрами, изломанными карнизами, скульптурами, картушами и произведениями металлической пластики. Волнистые плоскости стен и поставленные под углом колонны и пилястры придают фронтону ещё большую динамику. Боковые фасады отчасти сохранили готические формы и конструкции.
На внешней стене пресвитерия с улицы Замковой (ныне Пилес) вмурована большая мраморная памятная таблица семейства Хрептовичей, украшенная в стиле рококо (1759). Над ней прежде находилось распятие с позолоченной фигурой Спасителя. На восточном фасаде костёла была большая фреска с изображением сцен эпидемии чумы 1710 года, закрашенная в XIX веке.

## Интерьер

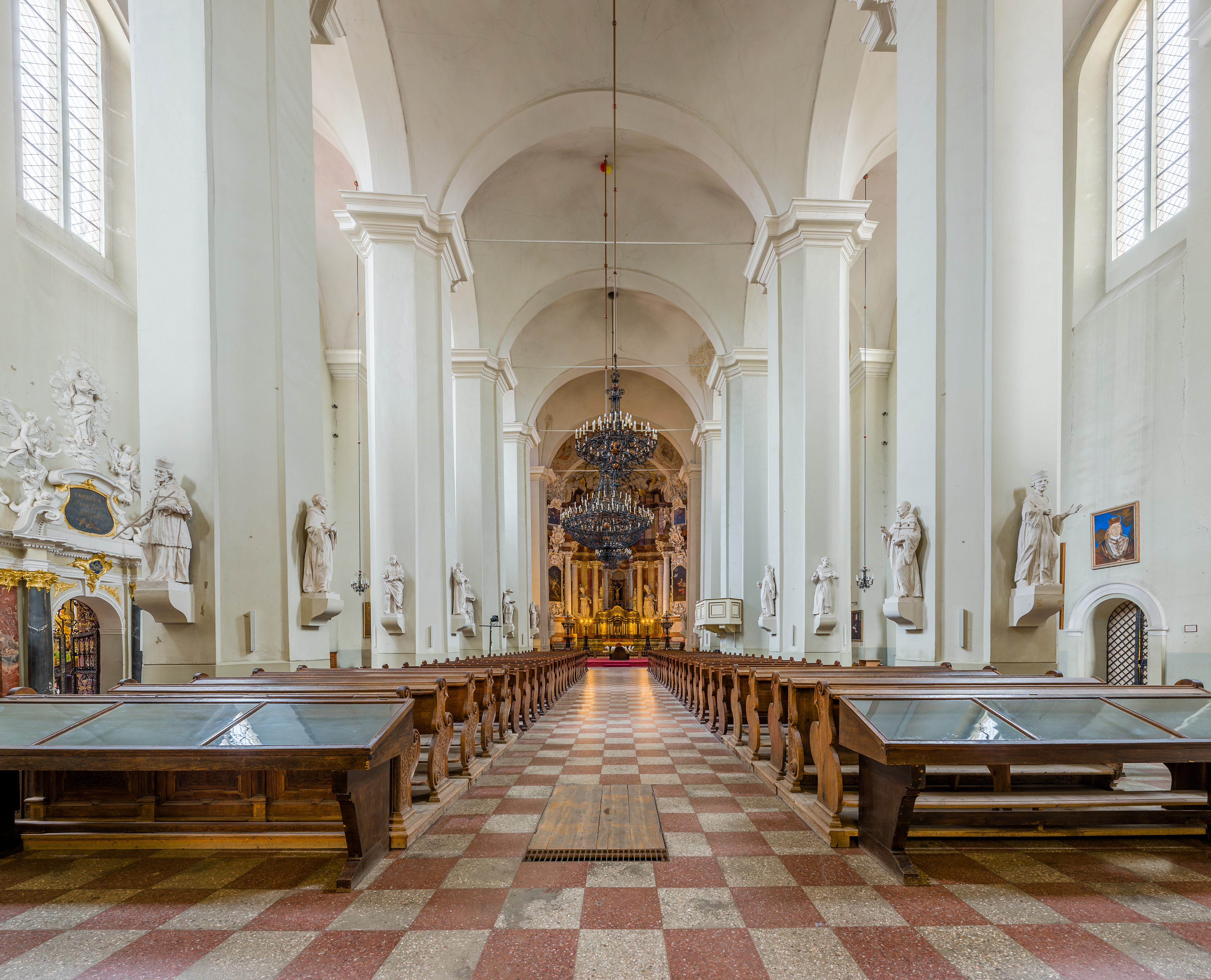
Центральный неф и алтарь

В интерьере сохранилась торжественность готического храма, усугублённая барочной пышностью. Алтарь костёла образует ансамбль из десяти алтарей на разных уровнях, в разных плоскостях. Главный алтарь встроен между двумя массивными колоннами, у которых располагаются другие алтари. Главный алтарь сооружён на средства маршалка Альберта Войцеха Радзивилла. У колонн установлены скульптуры Иоанна Златоуста, папы римского Григория Великого, святого Ансельма и святого Августина. Главный алтарь соединён с алтарями святого Игнатия и святого Ксаверия. За этой группой у южной стены на высоком располагается алтарь Марии Лоретской, окружённый декоративной изгородью кованого железа с воротами. В боковых северном и южном нефах располагаются полукругом, повторяющим форму апсиды, ещё шесть алтарей, — святого Иосафата, святого Казимира, Христа Распятого и святых Петра и Павла, святого Николая и скорбящей Божией Матери. Ансамбль считается шедевром искусства, не имеющим аналогов в мире.

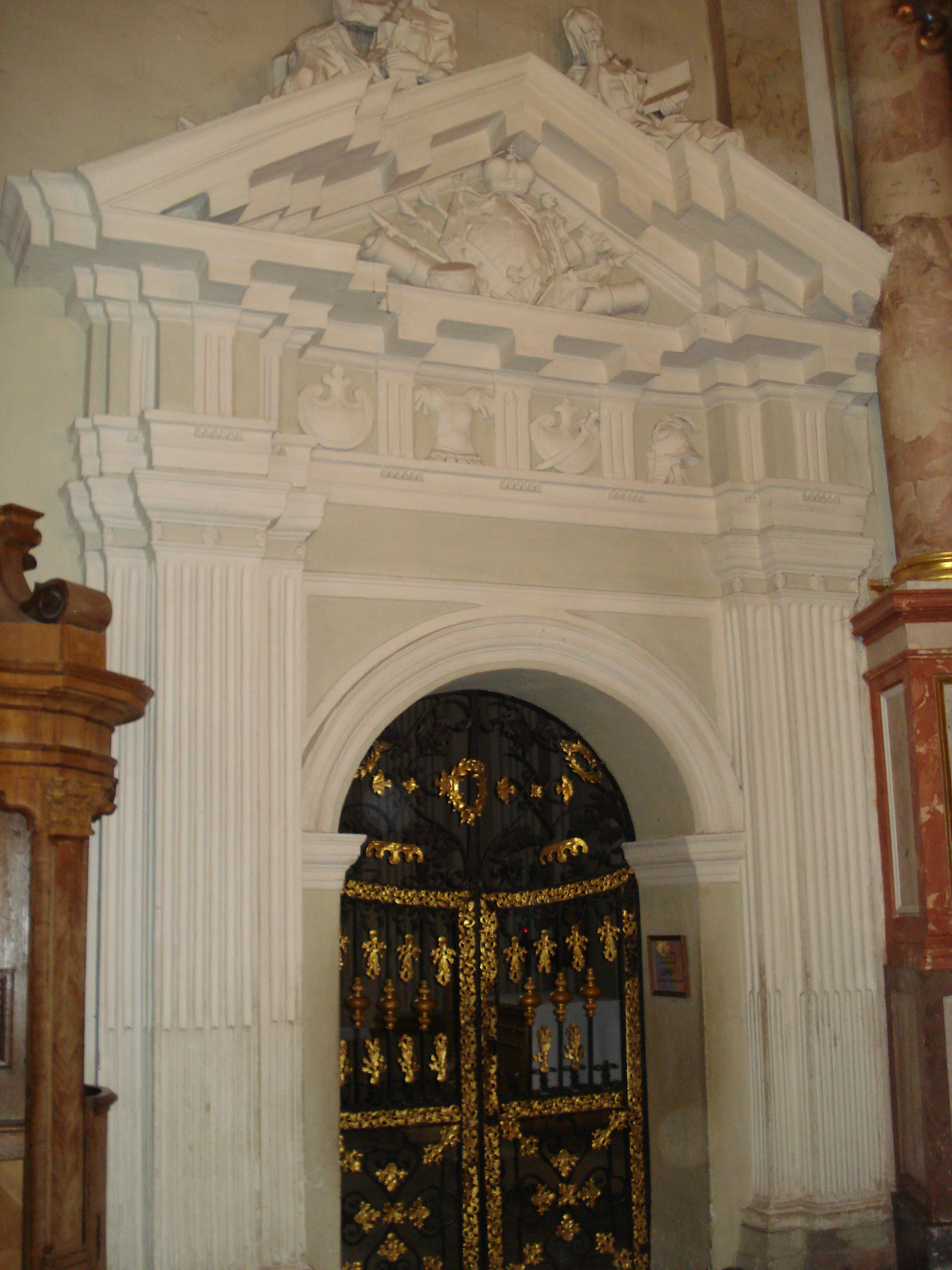
Капелла Огинских

Ещё тринадцать барочных алтарей XVIII века находились у пилонов, поддерживающих своды. Они были разрушены во время реконструкции интерьера в двадцатых годах XIX века. Вместо алтарей на консолях в 1826 году были установлены скульптуры святых с алтарей, разрушенных при реконструкции (по другим сомнительным сведениям, статуи перенесёны из прежних костёлов Святого Казимира, Святого Игнатия и францисканского костёла, конфискованных российскими властями. 18 гипсовых фигур установлены по две у каждой колонны в центральном нефе, обращены одна к входу, другая внутрь храма. Из них 12 изображают различных святых Иоаннов — Иоанна Непомука, Иоанна Дамаскина, Иоанна Крестителя, Иоанна Златоуста, Иоанна Климака, Иоанна Капистранского и других, а также святого Бонавентуру, Игнатия Лойолу, Станислава Костки и других. Статуи относятся ко второй половине XVIII века..
Своды центрального нефа были расписаны фресками, закрашенными при реконструкции 1820-х годов.
В костёле сохранилось семь боковых капелл разного объёма, форм и стилей, украшением которых служат скульптуры, фрески, алтари, колонны и пилястры. Из них наибольший интерес представляет капелла Тела Господня, иначе капелла-мавзолей магнатов Огинских, сооружённая в 1768 году. Её портал выполнен в стиле классицизма. В капеллу Святой Анны ведёт изящный портал в стиле рококо.
Большие витражи в окнах пресвитерия изготовлены, вероятно, в 1898 году в мастерской Эрнста Тоде в Риге. В 1948 году, когда костёл был закрыт, витражи были практически уничтожены. При реконструкции они были восстановлены.

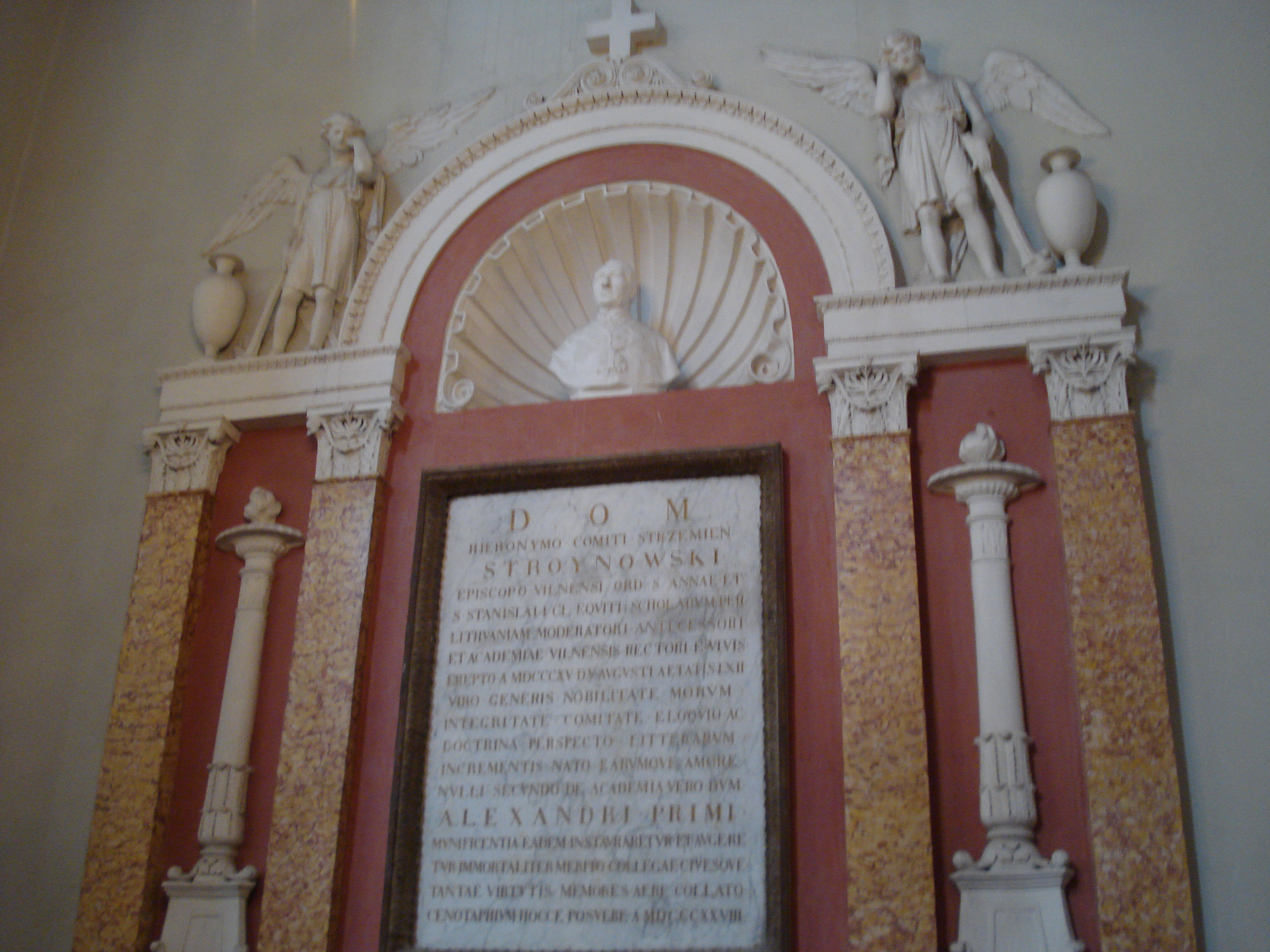
Эпитафия Иеронима Стройновского

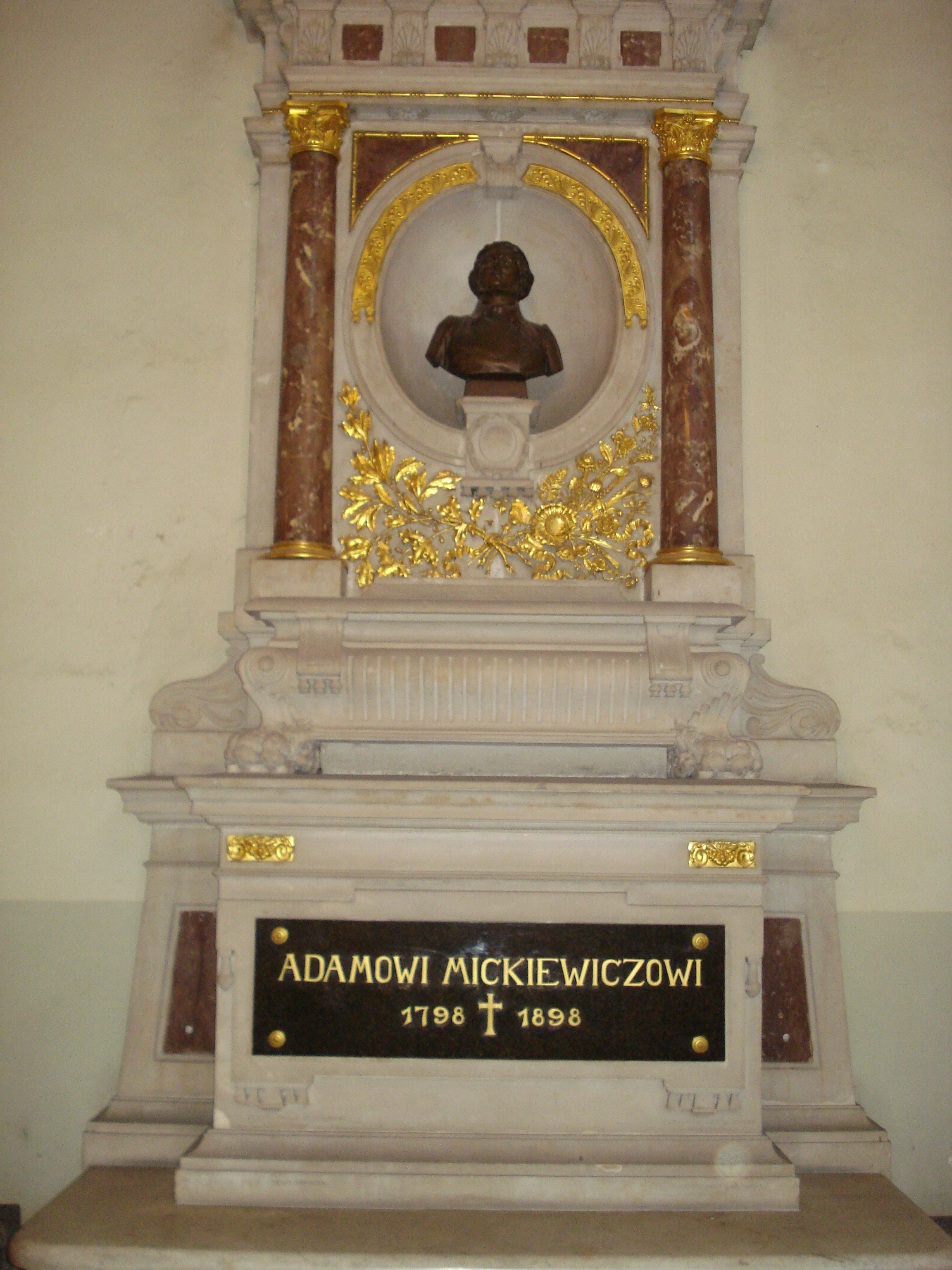
Памятник Адаму Мицкевичу

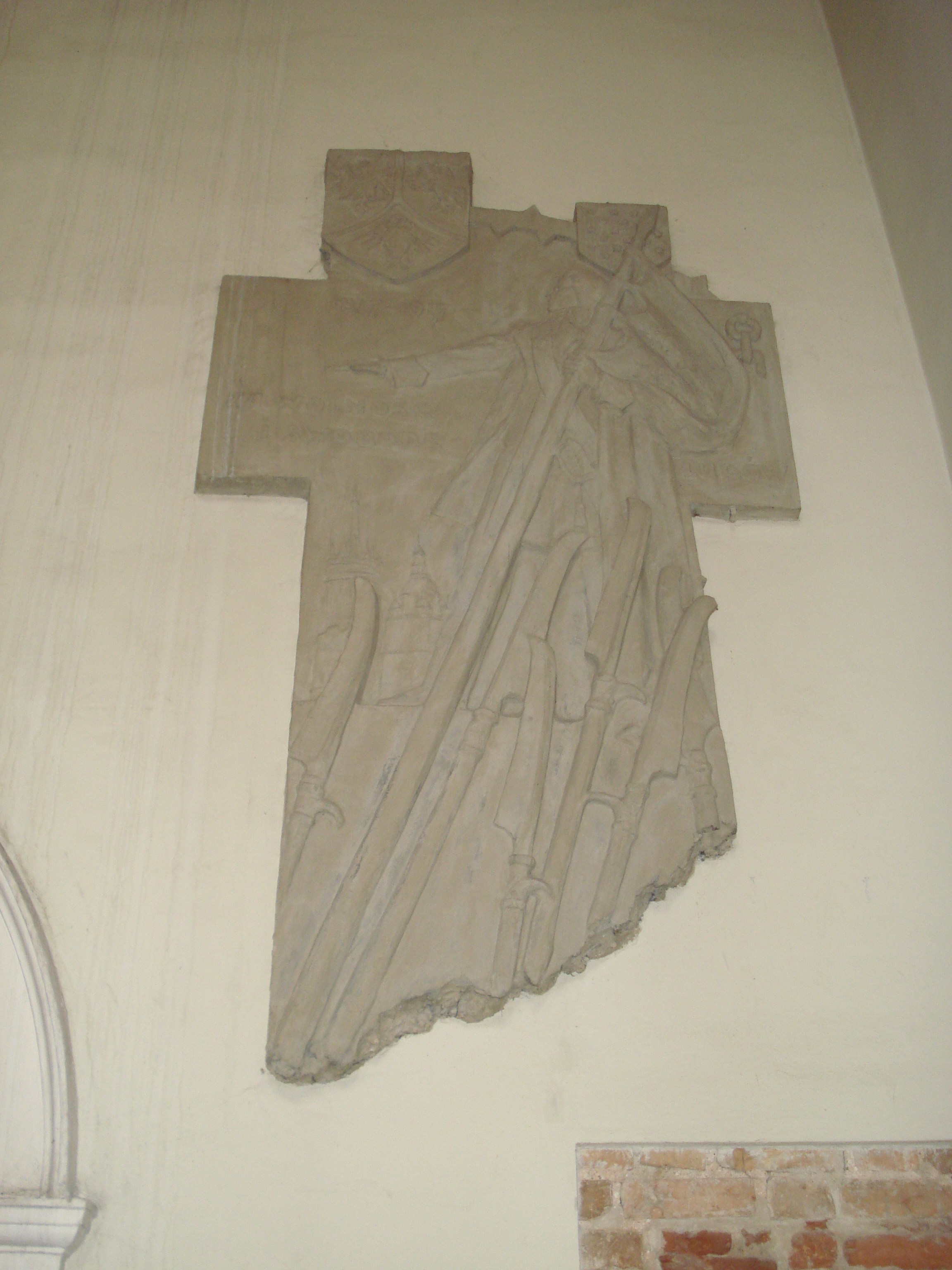
Плита в память столетия смерти Костюшко

В костёле установлено несколько мемориальных плит, бюстов и памятников. Среди них — памятник первому ректору императорского Виленского университета после реформы 1803 года и епископу виленскому Иерониму Стройновскому (1752—1815). Памятник был сооружён в 1828 году на средства, собранные преподавателями университета и горожанами (621 рубль 86 копеек). Памятник, сооружённый по проекту Кароля Подчашинского, образуют эпитафия на латыни на белой мраморной плите и бюст работы Казимира Ельского. Эпитафию обрамляют две пары пилястр, соединённых овальным полусводом. Два высоких светильника между пилястрами символизируют высокий ранг епископа и ректора. На пилястрах стоят две фигуры скорбящих ангелов с опущенными, то есть погасшими факелами жизни в руках. Рядом с ними стоят слёзницы (lacrimatoria). К основанию памятника прикреплена металлическая плита с гербом Стройновских, средства на которую пожертвовал граф Адам Хрептович.

D. O. M.

HIERONYMO COMITI STRZIEMEN STROYNOWSKI

EPISCOPO VILNENSI ORD. S. ANNAE ET

S. STANISLAI I CL EQUITI SCHOLARUM PER

LITHVANIAM MODERATORI ANTECESSORI

ET ACADEMIAE VILNENSIS RECTORI E VIVIS

EREPTOTO. A. MDCCCXV D. V. AUGUSTI. AETATIS LXII

VIRO GENERIS NOBILITATE MORUM

INTEGRITATE COMITATE ELOQUIO AC 

DOCTRINA PERSPECTO LIITTERARUM 

INCREMENTIS NATO EARUMQUE AMORE

NULLI SECUNDO DE ACADEMIA VERO DUM

ALEXANDRI PRIMI

MUNIFICENTIA EADAM INSTAURARETOR ET AUGERETUT

IMMORTALITER MERITO COLLEGAE CIVISQUE

TANTAE VIRTUTIS MEMORES AERE COLLATION

CENOTAPHIUM HOCCE POSUERE A. MDCCCXXVIII

В конце XIX и в начале XX века в условиях, когда сооружение памятников деятелям польской культуры на улицах и площадях Вильны не представлялось возможным, в костёле появилось несколько памятников польским писателям. Сначала в связи со столетием со дня рождения великого польского поэта, по проекту архитектора Тадеуша Стрыенского был сооружён памятник Адаму Мицкевичу с бронзовым бюстом работы Марцелия Гуйского. Памятник Мицкевичу установлен в южном нефе в том месте, где, по преданию, любил стоять поэт. Он выполнен в форме саркофага на ножках в виде львиных лап, возвышающегося на высоком постаменте; над саркофагом в овальной нише между двумя колоннами установлен бронзовый бюст, обрамленный бронзовыми позолоченными лавровыми листьями. Колонны подпирают фриз из имитации мрамора, над ним в обрамлении из лавровых листьев копия образа Матери Божией Остробрамской. Памятник, сооружённый на собранные общественностью средства (4648,39 рублей), был открыт 6 (18) июня 1899 года.
Затем 26 ноября 1901 года был поставлен памятник другу Мицкевича поэту Антонию Эдварду Одынцу (стараниями и на средства его племянника Тадеуша Одынца) с бюстом на пьедестале из двух положенных одна на другую книг, развёрнутым листом бумаги и гусиным пером в нише между двумя пилястрами. На противоположной северной стороне в 1908 году был открыт памятник поэту Владиславу Сырокомле с бронзовым бюстом по проекту скульптора работы Пиюса Велёнского, выполненного Пятрасом Римшой. Эти элементы интерьера придавали храму характер национального пантеона и служили поддержанию патриотических настроений.

В 1917 году, в связи со столетием смерти национального героя, в северную стену была вмурована гипсовая таблица в память Тадеуша Костюшко работы скульптора Антония Вивульского. Выполненная в форме широкого креста, она изображает вождя восстания 1794 года и оружие повстанцев — копья с выпрямленными лезвиями кос. На плите написаны лозунг восстания Za wolność i swobodę ludów («За вольность и свободу народов») и даты столетия смерти Костюшко, изображён щит с гербами Беларуси, Литвы и Польши. Оборванный нижний край плиты символизирует поражение повстанцев и крушение надежд.
Позднее к юбилею 400-летия университета (1979) были установлены горельефы в память литовского историка Симонаса Даукантаса (автор Гядиминас Йокубонис) и литовского лексикографа Константинаса Сирвидаса (автор Юозас Кедайнис) и портреты Сарбевия, поэта и фольклориста Людвикаса Резы, епископа просветителя Мотеюса Валанчюса, поэта и общественного деятеля Киприонаса Незабитаускиса-Забитиса (художник Витаутас Циплияускас), историка Теодора Нарбута (художник Валдас Юрявичюс), языковеда Казимераса Буги, других деятелей литературы, науки, просвещения.

## Орган
Первый орган в костёле был установлен на средства Альберта Радзивилла около 1590 года. В 1700 году были построены новые органные хоры и установлен новый орган, в 1729—1735 годах сооружены новые хоры и поставлен другой орган, сгоревший во время пожара в 1737 году. Органные хоры, сооружённые по проекту Глаубица после этого пожара, сохранились до наших дней.

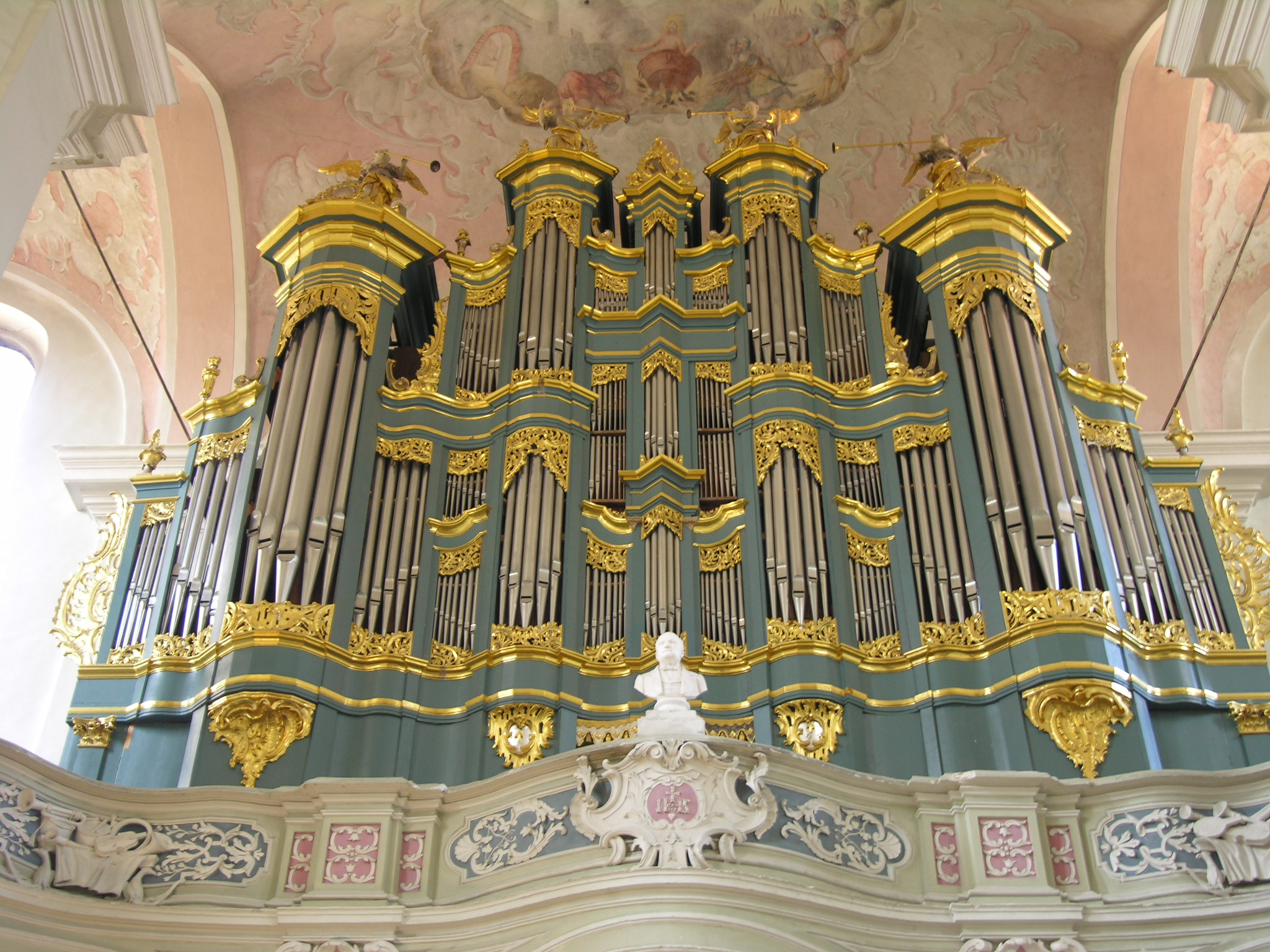
Орган и бюст С. Монюшки

Стараниями ректора Мартина Почобута в 1782 году в костёле появился новый орган. Позднее в 1839 году в костёле был установлен орган в 22 регистра работы мастера из Кёнигсберга Адама Готлоба Каспарини, доставленный в 1836 году из закрытой Полоцкой иезуитской академии. Переговоры о приобретении органа сначала университета, затем, по его упразднении, Медико-хирургической академии с виленским епископом, руководством ордена пиаров, к которым перешло имущество Полоцкой академии, Министерством внутренних дел России продолжались с перерывами, вызванными восстанием 1830—1831 годов и реорганизациями учебных заведений, с 1830 до 1835 года.
Механику Брунеру было поручено демонтировать орган и организовать его доставку в Вильну; отправленный в Полоцк в июне 1835 года, он там умер. После этого доставкой органа, которая потребовала дополнительных расходов (до 1000 рублей серебром) и связанных с ними переговоров, занимался органный мастер Антоний Гуринович. Орган был доставлен в феврале 1836 года в 84 ящиках и весил 1264 пуда (20,25 т). С августа 1837 года до октября 1839 года монтажом и восстановлением повреждённых деталей занимались органные мастера Теодор Тидеманн и его сыновья Теодор и Франц Тидеманн, за что им было заплачено 3000 рублей серебром. У отреставрированного органа было 40 голосов, или регистров, и 2438 труб. Прежний орган Медико-хирургическая академия в декабре 1839 года безвозмездно передала в часовню Виленского благотворительного общества.
Восстановленный после многолетних трудов к июлю 2000 года нынешний орган на 65 голосов и с 3600 трубами — самый большой в Литве. На органных хорах установлен бюст композитора Станислава Монюшко, который в 1840—1858 годах жил в Вильне и несколько лет был органистом костёла (годовое жалованье составляло 100 рублей серебром).

## Колокольня

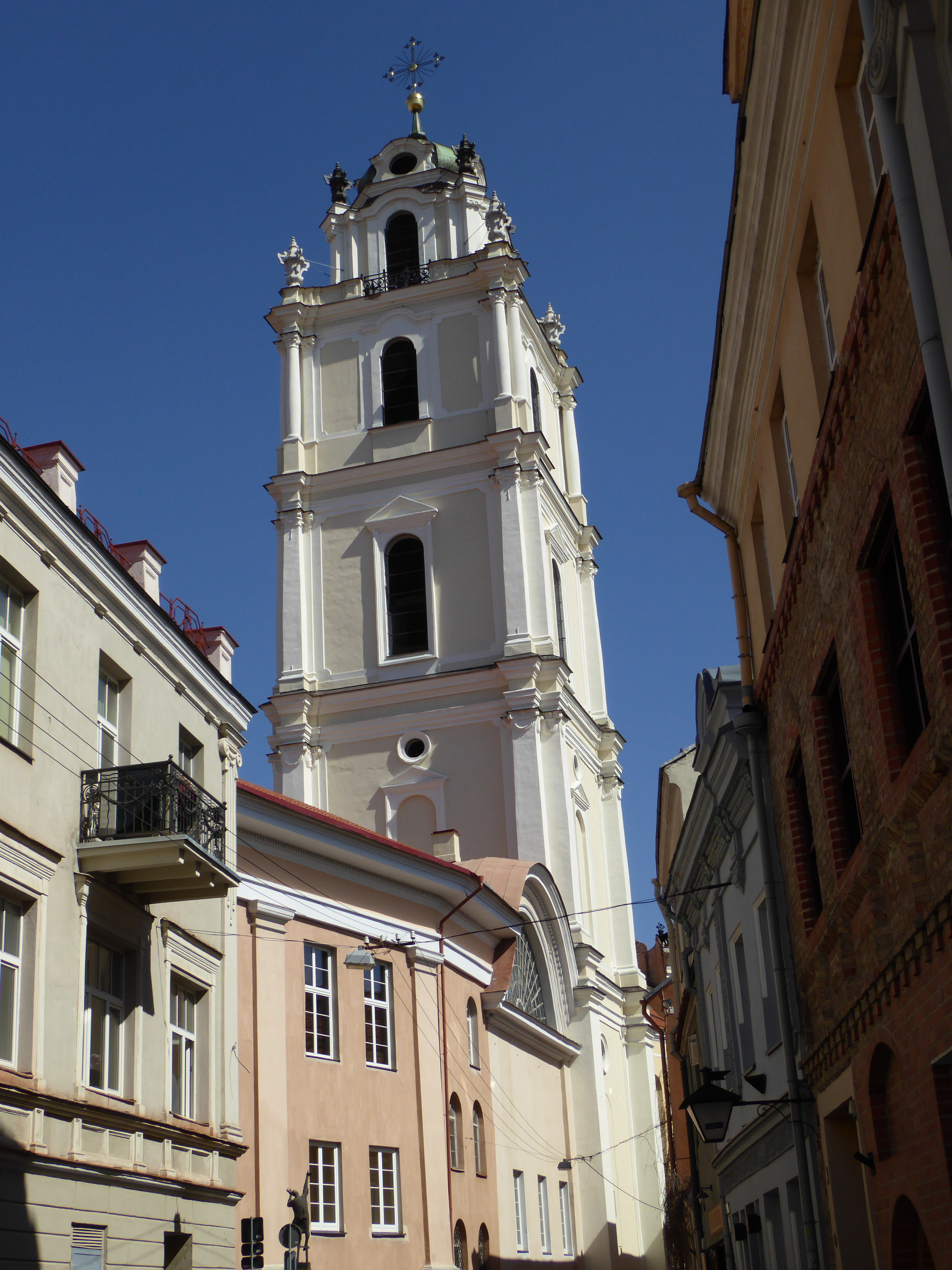
Колокольня (ул. Шв. Йоно)

В конце XVI—XVII веках рядом с костёлом была возведена на средства магистрата колокольня с характерным для ренессансных построек ритмичным членением ярусов и расположением проёмов. В нижнем этаже колокольни жил кантор костёла. У колокольни в четыре яруса было три колокола; в пожарах и войнах колокола неоднократно повреждались и уничтожались, взамен отливались новые. Один был подарен Львом Сапегой после пожара 1628 года. Во время Первой мировой войны перед вступлением в Вильну германской армии были вывезены все колокола. При реставрации колокольни в 1955—1957 годах был поднят барочный медный колокол известного виленского мастера Яна Деламарса, отлитый в 1675 году для костёла Святого Михаила. Высота колокола 58 см, диаметр 92 см.

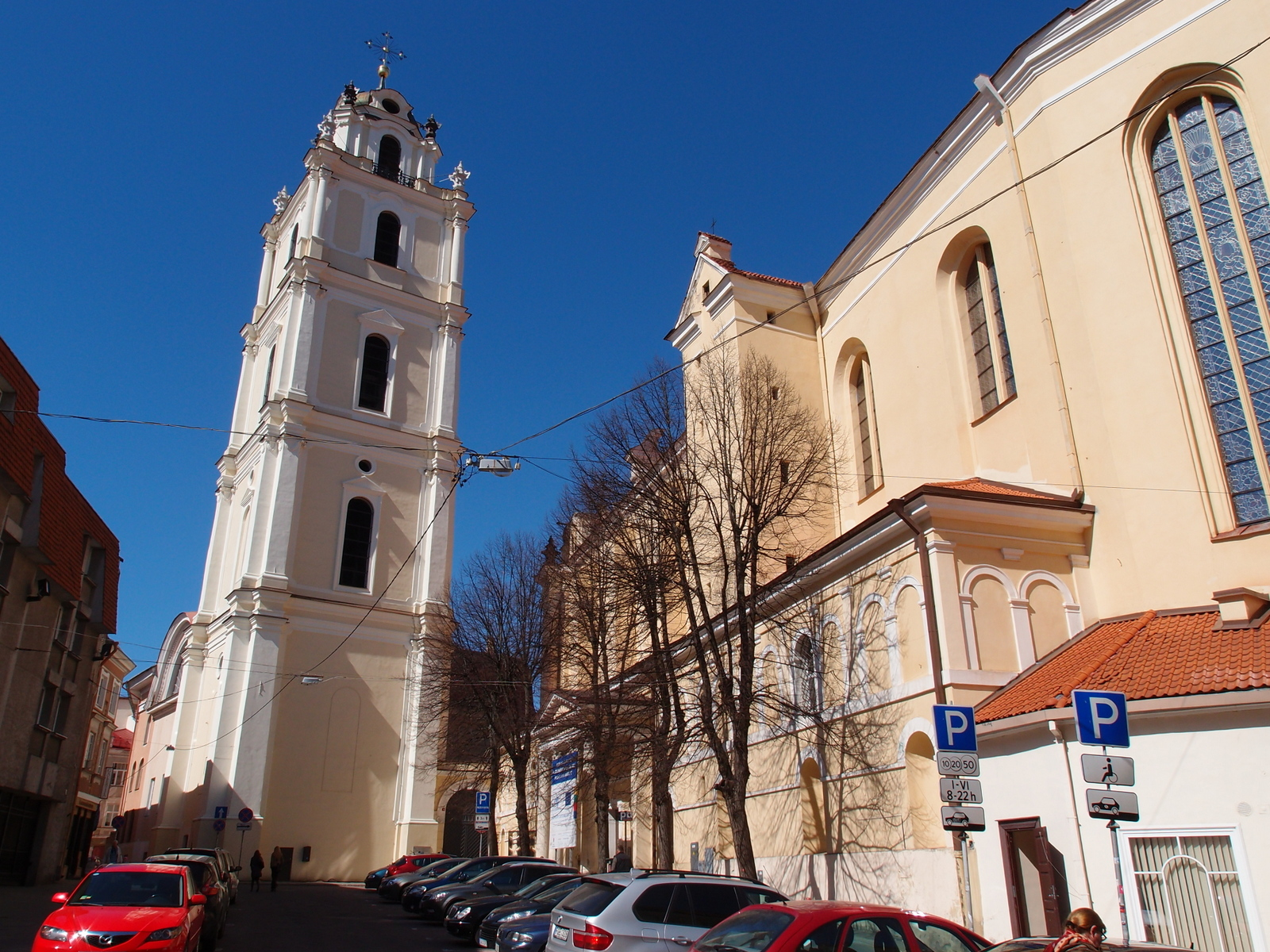
Колокольня (ул. Пилес)

Верхний ярус был достроен в середине XVIII века Глаубицем и отличается барочными формами. Углы трёх нижних ярусов подчёркивают пилястры, четвёртого — пары колонн, гораздо более узкого пятого — поставленные под углом пилястры. Углы четвёртого и пятого ярусов украшают декоративные вазы (восстановленные вместе с куполом при реставрации в 1955—1957 годах). Узкие окна одинаковой ширины в скупом обрамлении подчёркивают вертикальность колокольни. Железный крест, выкованный в XVIII веке, в высоту составляет 6,2 м..
Ворота между храмом и колокольней, служившие главным входом в комплекс университета, обычно заперты. Открывающийся с колокольни вид на улицы и переулки Старого города, а также на бывшие предместья южные (Росса, Новый город) и западные (Понары), с башни Гедимина из-за застройки не видимые.

По двумстам пятидесяти ступеням взошёл я на самый верх колокольни Св. Иоанна, откуда весь город, со всеми его церквами, монастырями и замками, как на ладони... Вчера поутру смотрел оттуда на Вильну, опоясанную цветущими холмами.

Костёл и колокольня, долгое время остававшаяся самым высоким сооружением в Вильнюсе (данные колеблются от 63 м до 68 м с крестом ), определили господство барокко в ансамбле университета и стали архитектурной доминантой барочной панорамы Вильнюса.
В апреле 2010 началась реставрация колокольни (на средства ЕС, выделившего на эти цели 4,47 млн евро). Доступ  посетителям доступен с июня 2011 года, на обзорную площадку на высоте 45 м можно подняться с помощью четырёхместного лифта, а спуститься по деревянной лестнице, смонтированной ещё в XVIII веке.
В июле там открылся и Музей науки, где оборудован (на втором этаже колокольни) единственный в Литве маятник Фуко.